# The Riddle (chanson)
Pour les articles homonymes, voir The Riddle.
Singles de Nik Kershaw
Human Racing
(1984) Wide Boy
(1985)
The Riddle est une chanson écrite, composée et interprétée par le chanteur britannique Nik Kershaw parue en single en novembre 1984 au Royaume-Uni.
Il s'agit du premier extrait de l'album The Riddle.
La chanson remporte un succès international. Elle a fait l'objet de reprises dans des versions dance qui ont eu les honneurs des hit-parades avec Gigi d'Agostino en 1999, Prezioso & Marvin en 2010, et Jack Holiday et Mike Candys en 2012.

## Paroles
Les paroles de la chanson ont causé beaucoup de perplexité et de spéculation parmi les auditeurs quant à leur signification ; Nik Kershaw affirme qu'il n'y a en fait pas de sens du tout, étant tout simplement un « guide vocal », des paroles jetées ensemble pour s'adapter à la musique.

## Classements hebdomadaires
| Classement (1984-1985)                 | Meilleure place |
| -------------------------------------- | --------------- |
| Afrique du Sud (Springbok Radio)       | 9               |
| Allemagne (Media Control AG)           | 8               |
| Australie (ARIA)                       | 6               |
| Belgique (Flandre Ultratop 50 Singles) | 8               |
| Canada (RPM 100 Singles)               | 49              |
| France (SNEP)                          | 18              |
| Irlande (IRMA)                         | 3               |
| Italie (FIMI)                          | 10              |
| Norvège (VG-lista)                     | 5               |
| Nouvelle-Zélande (RMNZ)                | 6               |
| Pays-Bas (Single Top 100)              | 19              |
| Royaume-Uni (UK Singles Chart)         | 3               |
| Suède (Sverigetopplistan)              | 5               |
| Suisse (Schweizer Hitparade)           | 15              |

## Certifications
| Pays        | Certification |
| ----------- | ------------- |
| Royaume-Uni | Argent        |

## Version de Gigi d'Agostino
The Riddle interprétée par le DJ italien Gigi d'Agostino sort en single en décembre 1999. La chanson est extraite de l'album L'Amour toujours.

### Classements hebdomadaires
| Classement (2000-2001)                 | Meilleure place |
| -------------------------------------- | --------------- |
| Allemagne (Media Control AG)           | 4               |
| Autriche (Ö3 Austria Top 40)           | 14              |
| Belgique (Flandre Ultratop 50 Singles) | 4               |
| France (SNEP)                          | 7               |
| Italie (FIMI)                          | 21              |
| Pays-Bas (Single Top 100)              | 4               |
| Suisse (Schweizer Hitparade)           | 8               |

### Certifications
| Pays      | Certification |
| --------- | ------------- |
| Allemagne | Or            |

## Version de Jack Holiday et Mike Candys
The Riddle interprétée par les DJs suisses Jack Holiday et Mike Candys sort en single en novembre 2012 sous le titre The Riddle Anthem.
Une version remixée sort en 2018 sous le titre The Riddle Anthem Rework.

### Classements hebdomadaires
| Classement (2012-2013)       | Meilleure place |
| ---------------------------- | --------------- |
| Allemagne (Media Control AG) | 44              |
| Autriche (Ö3 Austria Top 40) | 29              |
| France (SNEP)                | 43              |
| Suisse (Schweizer Hitparade) | 26              |

| Classement (2018)            | Meilleure place |
| ---------------------------- | --------------- |
| Suisse (Schweizer Hitparade) | 88              |

## Autres reprises
Plusieurs artistes ont repris ou samplé la chanson, parmi lesquels,:
- Prezioso feat. Marvin en 2010.
- La chanteuse-harpiste Cécile Corbel l'enregistre en 2013 dans son album Songbook vol.4 - Roses, où la mélodie s'adapte à un autre univers en étant arrangée avec des sonorités celtiques.
- Nils van Zandt en 2017 sur un style électronique.

- Buzzy Bus sample le titre sur son morceau You Don't Stop! en 1998 (classé 23e aux Pays-Bas)[31].
- Le chanteur JayKay (à ne pas confondre avec Jay Kay de Jamiroquai) emprunte l'air du refrain de The Riddle sur sa chanson Princess en 2010, classée 43e en Belgique (Flandre)[32].
- Les groupes de metal DArtagnan et Visions of Atlantis en sortent une version metal en 2024[33].